# Bedřich Havránek

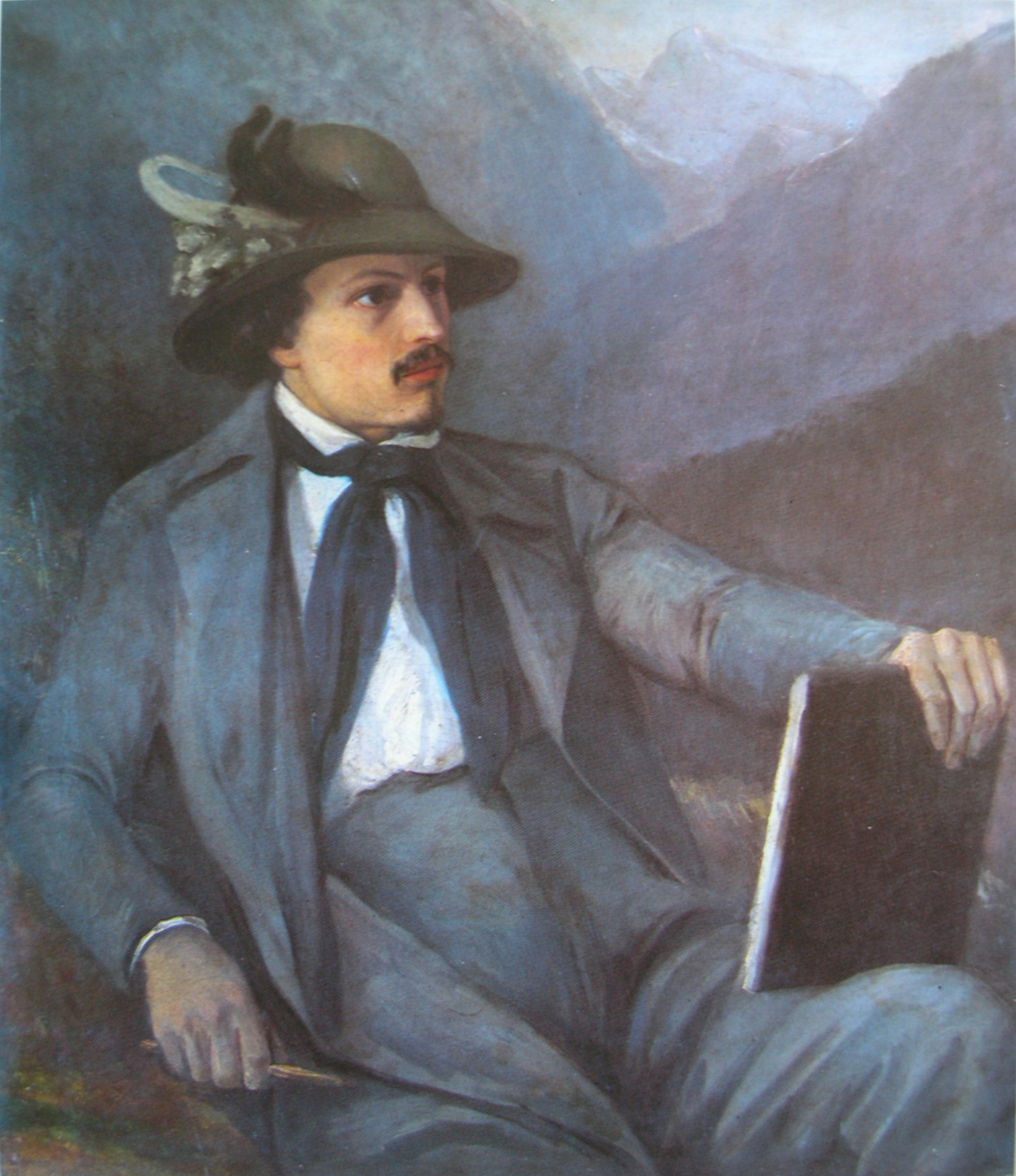
Podobizna Bedřicha Havránka (Josef Matyáš Trenkwald, 1846–1848)

Bedřich Havránek (Friedrich Hawranek; 4. ledna 1821, Praha-Nové Město – 1. března 1899, tamtéž) byl český malíř, ilustrátor a pedagog.

## Život
Narodil se jako druhý syn kriminálního rady Antonína Havránka (1774-1847) v Praze, Spálené ulici v nárožním domě čp.171/II U Myslíků. Jeho matka, Antonie rozená Dequoy (1778-1858), byla původem Francouzka, dcera železničního inženýra, který emigroval v době napoleonských válek do Čech. Bedřich Havránek vyrůstal v intelektuálním a uměleckém prostředí: jeho otec i starší bratr Vilém (* 1809) byli sice právníky, ale také malíři-diletanty a jeho prvními učiteli. Zamýšleli založit obchod s uměním.
V patnácti letech začal studovat na pražské Akademii krajinomalbu u Antonína Mánesa. Po jeho smrti pokračoval ve studiu nejprve u Christiana Rubena a později u Maxe Haushofera. Po ukončení studií navštívil Francii, Polsko, Švýcarsko, Anglii, Bavorsko, Rakousko a Německo. Od roku 1840 zajížděl do Mnichova, kde poznával díla Christiana Morgensterna a Carla Rottmanna.
Žil v Praze jako svobodný mládenec bez finančních starostí. Malba a grafika patřily spolu s poznáváním cizích kultur k jeho koníčkům. Byl oblíbeným společníkem a o jeho obrazy byl zájem mezi sběrateli.
Patřil k oblíbeným ilustrátorům knih rakouského arcivévody a cestovatele Ludvíka Salvátora Toskánského, který byl jeho žákem. Podle skic, které mu arcivévoda posílal z cest, a později i podle Havránkových vlastních fotografií, zpracovali Havránek, F. Stolař a J. Jass formou dřevorytů ilustrace nejméně tří cestopisů: Karavanská cesta z Egypta do Sýrie vyšla německy, anglicky (1881), německy (1879) a česky (1885), Märchen aus Mallorce (1885), 
Zemřel roku 1899 a byl pohřben na Olšanských hřbitovech.

## Dílo

### Malba
Pod vlivem svého učitele Antonína Mánesa si vypěstoval lyrický vztah k české krajině. Až do pozdního věku chodil malovat se skicákem do plenéru. Haushoferův německý romantismus se v Havránkově díle projevil volbou pitoreskních motivů, zpočátku zejména z okolí jezer Chiemsee, Königsee a Obersee v bavorských Alpách, nebo ze Šumavy (1847). Po celý život maloval okolí Labe, Vltavy a Sázavy, od 50. let také Moravský kras a údolí Punkvy. Dále cestoval do Haliče za bratrem. 
Od Maxe Haushofera se naučil zaznamenat kresbou celkové rozvržení kompozice a velmi podrobně také jednotlivé krajinné detaily. Definitivní obrazy, většinou olejomalby, maloval až v ateliéru a v souladu s tehdejší koncepcí krajinomalby dělil kompozici na popředí, prostředí a pozadí, v popředí komponoval figurální stafáž a nepokoušel o přesné zobrazení krajiny, která byla předlohou. Maloval také veduty měst a hradů a do krajin často komponoval prvky ideálních architektur.
V pozdějších obrazech opustil romantické pojetí krajiny a soustředil se na zachycení atmosféry dne a modelaci pomocí jemných odstínů barev. Ve svých skicách proto zaznamenával kromě místa i denní dobu. Počátkem 80. let opustil malbu olejem a věnoval se akvarelu. Jeho velké akvarelové obrazy, kterými obesílal výstavy Krasoumné jednoty v letech 1842–1898, představují výseky krajin s figurální stafáží, která do obrazu vnáší žánrové prvky. Pomocí vlastní techniky, kombinující akvarel s temperou, dokázal zachytit i nejdrobnější detaily. Jeho malířský styl budil obdiv soudobé kritiky, ale na konci 19. století již představoval určitou kuriozitu a působil anachronicky.
Příkladyː
- Pragensie: Ostrov Kampa, Lodecké mlýny, Helmovy mlýny a Petrská čtvrť[8]
- Romantické kompozice: Opuštěný židovský hřbitov[9]
- Krajiny: Plešné jezero na Šumavě, Krajina s balvany[10]  Krajina z okolí Rájce nad Svitavou, Okolí Svitavy na Moravě[11]; Cesta ve vsi (90. léta), Národní galerie v Praze, odkaz Josefa Hlávky

### Kresba a ilustrace
Kromě malby se věnoval kresbě a ilustracím knih technikou dřevořezu nebo litografie. Obrázky prováděl podle vlastních skic, nebo - v případě dvou cestopisů z exotických zemí, které nenavštívil - použil náčrty autora cestopisů, arcivévody Ludvíka Salvátora Toskánského. Signoval je příjmením "Hawránek" nebo jen iniciálami FH (Friedrich Hawranek) a letopočtem. Nejslavnější z těchto cestopisů Karavanská cesta z Egypta do Syrie, vyšla s týmiž ilustracemi ve třech vydáních, v Londýně anglicky, v Praze německy (1879) a česky (1885). Druhý cestopis s dřevořezy Liparische Inseln vyšel v Praze (1893) pouze s německým textem. 

### Zastoupení ve sbírkách
- Národní galerie v Praze
- Národní muzeum v Praze - Historické muzeum
- Galerie Středočeského kraje v Kutné Hoře
- Galerie výtvarného umění v Ostravě
- Oblastní galerie Vysočiny v Jihlavě
- Oblastní galerie v Liberci
- Severočeská galerie výtvarného umění v Litoměřicích
- Galerie moderního umění v Roudnici nad Labem
- Galerie umění Karlovy Vary
- Alšova jihočeská galerie v Hluboké nad Vltavou
- Muzeum umění Olomouc
- Galerie výtvarného umění v Náchodě
- Památník národního písemnictví

## Galerie

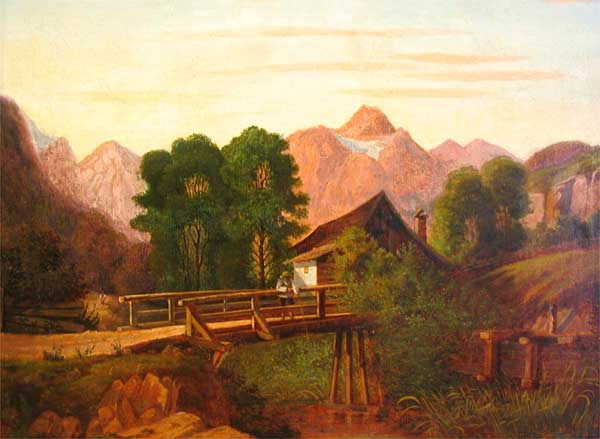
Bedřich Havránek – Most v Alpách
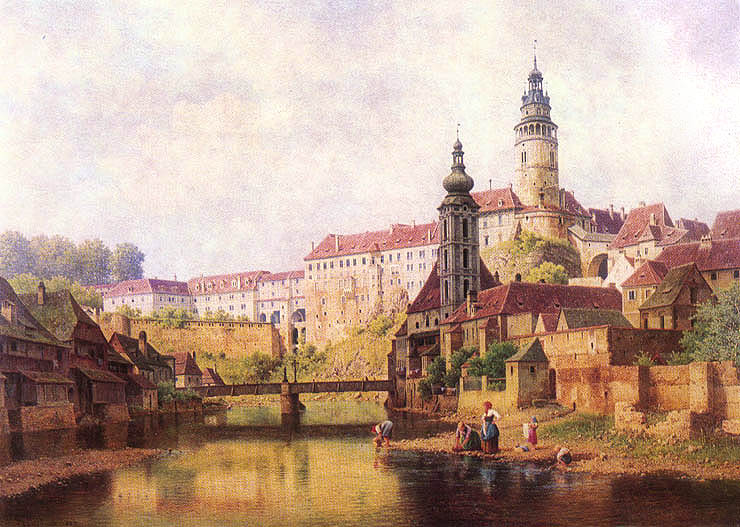
Bedřich Havránek – Český Krumlov
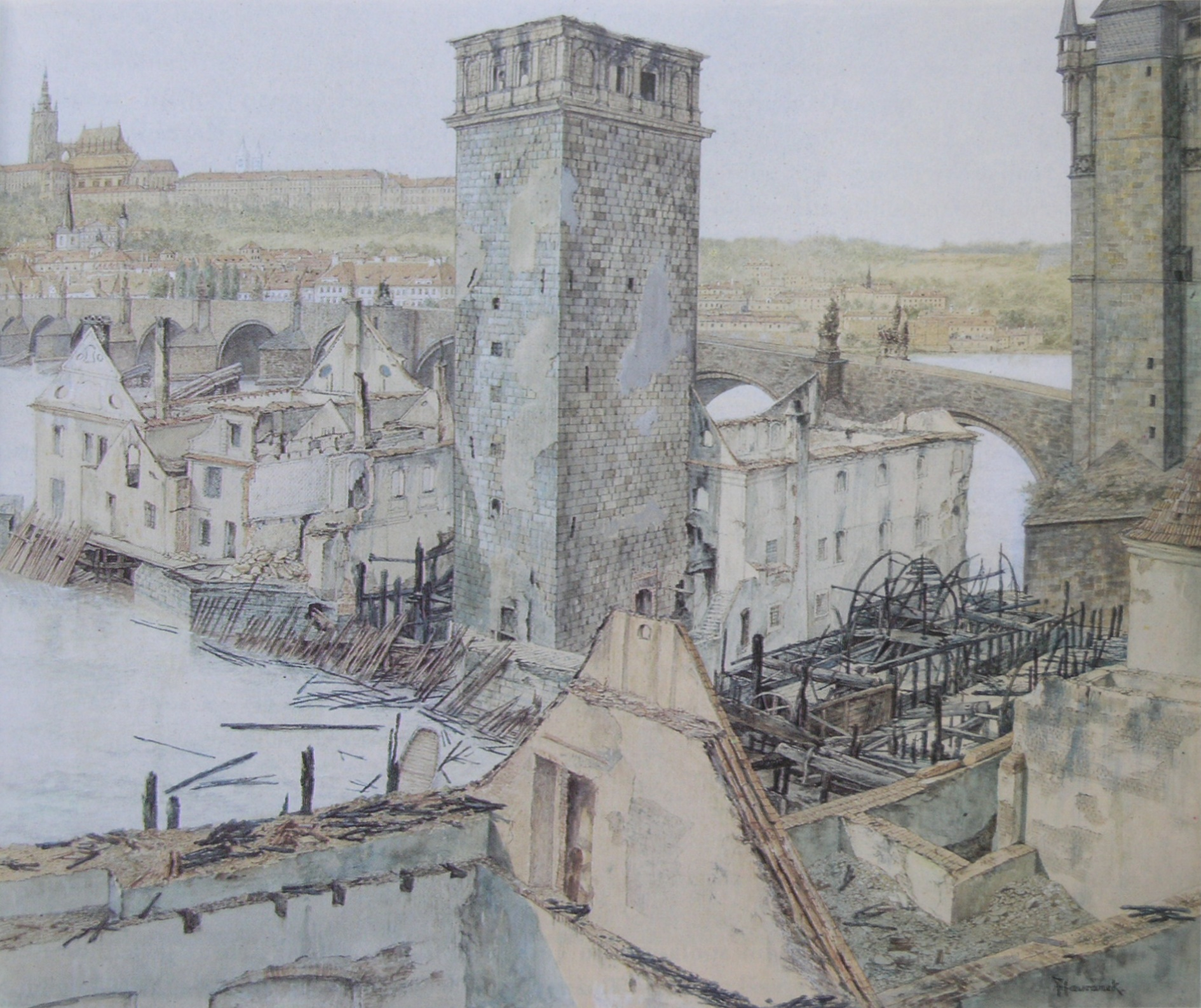
Bedřich Havránek – Staroměstské mlýny po požáru v roce 1848 (1852)
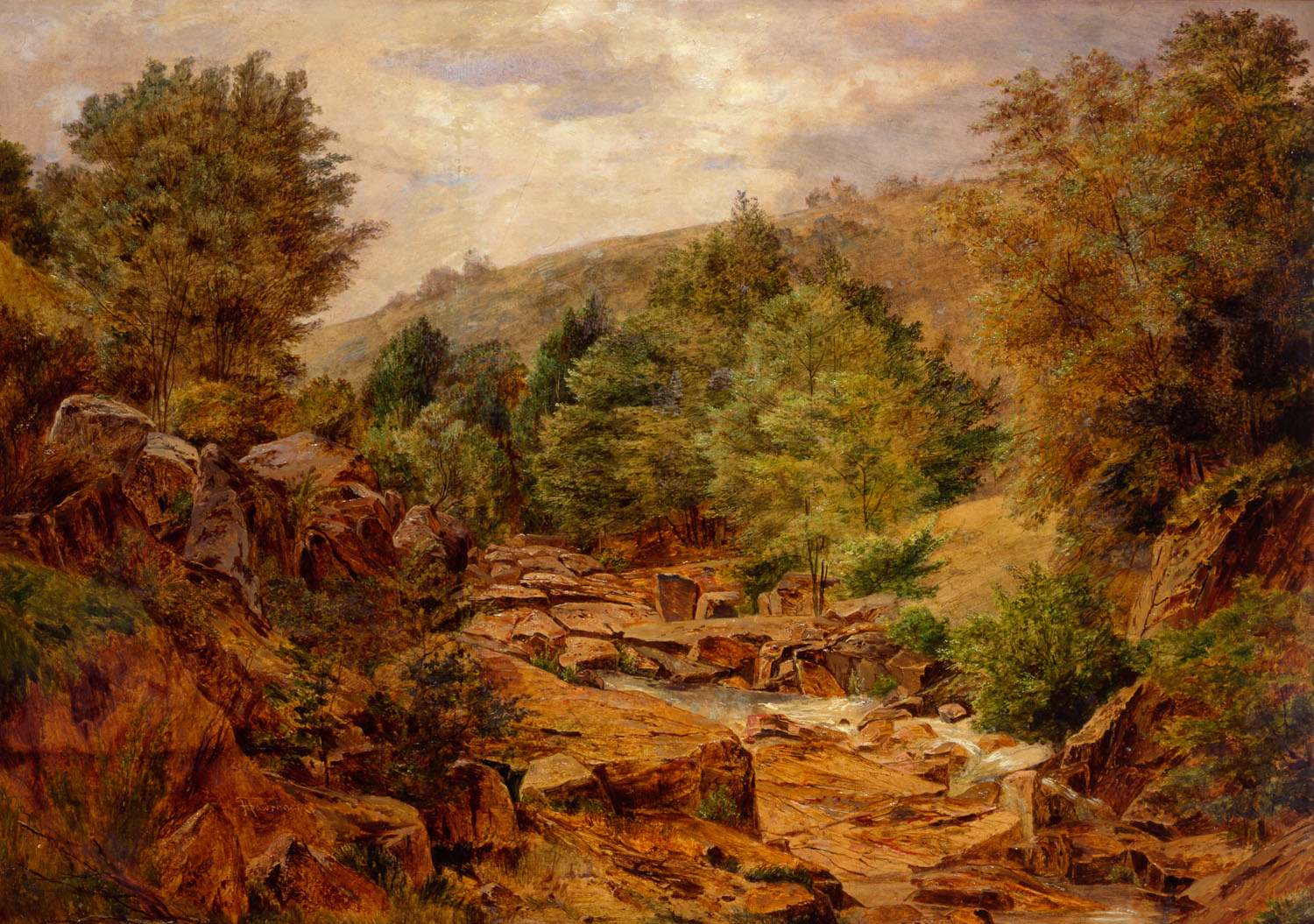
Bedřich Havránek – Údolí u potoka
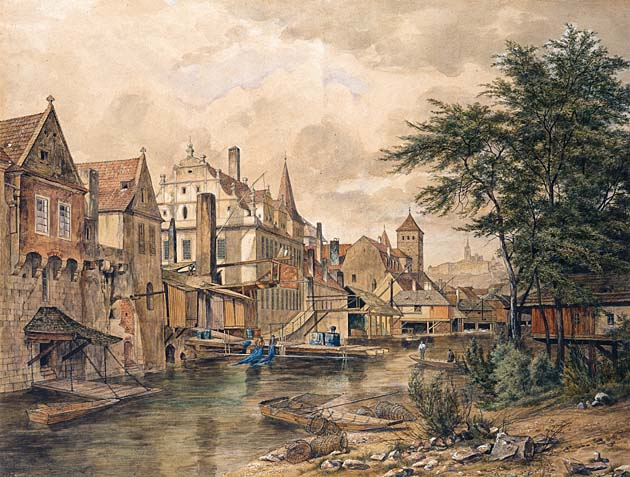
Bedřich Havránek – Břeh mezi Novými a Dolními Lodeckými mlýny
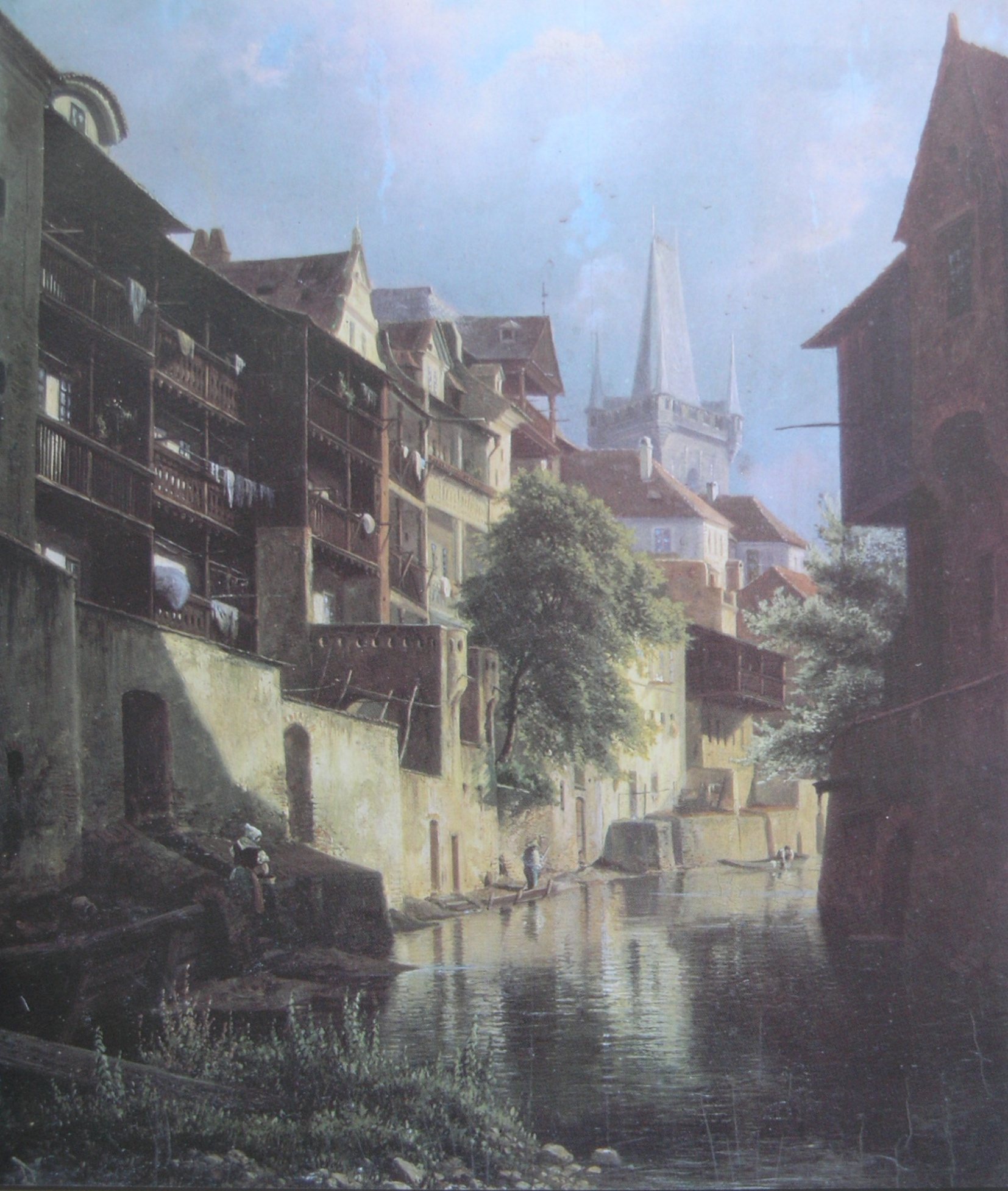
Bedřich Havránek – Ostrov Kampa v Praze (1852)
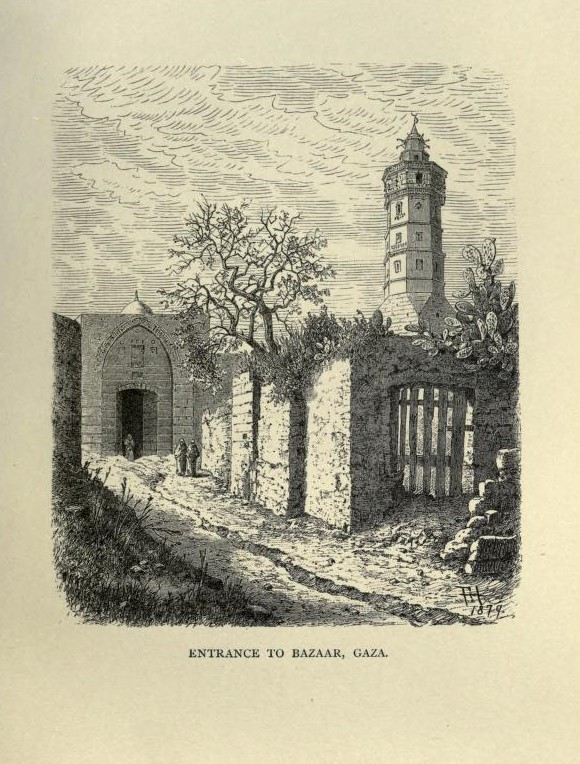
Gaza, vstupní brána k bazaru (1879)